# Lijst van onroerend erfgoed in Zoutleeuw
Een overzicht van het onroerend erfgoed in de gemeente Zoutleeuw. Het onroerend erfgoed maakt deel uit van het cultureel erfgoed in België.

## Bouwkundig erfgoed
| Object                                           | Erfgoedstatus?                              | Bouwjaar of architect | Deelgemeente      | Adres                             | Coördinaten                  | Nummer? | Afbeelding                                       |
| ------------------------------------------------ | ------------------------------------------- | --------------------- | ----------------- | --------------------------------- | ---------------------------- | ------- | ------------------------------------------------ |
| Parochiekerk Sint-Leonardus                      | Monument                                    |                       | Zoutleeuw         | Grote Markt                       | 50° 49' 60" NB, 5° 6' 11" OL | 43127   | Parochiekerk Sint-Leonardus                      |
| Lakenhalle                                       | Monument                                    |                       | Zoutleeuw         | Grote Markt 11                    | 50° 49' 59" NB, 5° 6' 14" OL | 43128   | Lakenhalle                                       |
| Stadhuis van Zoutleeuw                           | Monument                                    |                       | Zoutleeuw         | Grote Markt                       | 50° 49' 59" NB, 5° 6' 14" OL | 43129   | Stadhuis van Zoutleeuw                           |
| Arduinen pomp van 1762                           | Monument                                    |                       | Zoutleeuw         | Grote Markt                       | 50° 50' 0" NB, 5° 6' 13" OL  | 43130   | Arduinen pomp van 1762                           |
| Burgerhuis                                       | stadsgezicht                                |                       | Zoutleeuw         | Grote Markt 1                     | 50° 49' 59" NB, 5° 6' 8" OL  | 43131   | Burgerhuis                                       |
| Burgerhuis                                       | stadsgezicht                                |                       | Zoutleeuw         | Grote Markt 3                     | 50° 49' 58" NB, 5° 6' 10" OL | 43132   | Burgerhuis                                       |
| Woonhuizen                                       | stadsgezicht                                |                       | Zoutleeuw         | Grote Markt 5-6                   | 50° 49' 58" NB, 5° 6' 10" OL | 43133   | Woonhuizen                                       |
| Burgerhuis De Rode Leeuw                         | Monument                                    |                       | Zoutleeuw         | Grote Markt 12                    | 50° 50' 0" NB, 5° 6' 14" OL  | 43134   | Burgerhuis De Rode Leeuw                         |
| Stadswoningen                                    | stadsgezicht                                |                       | Zoutleeuw         | Grote Markt 15, 16, 17            | 50° 50' 1" NB, 5° 6' 15" OL  | 43135   | Stadswoningen                                    |
| Burgerhuis                                       | Monument                                    |                       | Zoutleeuw         | Grote Markt 18-19                 | 50° 50' 1" NB, 5° 6' 15" OL  | 43136   | Burgerhuis                                       |
| Burgerhuis van 1599                              | Monument                                    |                       | Zoutleeuw         | Grote Markt 20                    | 50° 50' 2" NB, 5° 6' 16" OL  | 43137   | Burgerhuis van 1599                              |
| Burgerhuizen                                     | Monument                                    |                       | Zoutleeuw         | Grote Markt 21-22                 | 50° 50' 2" NB, 5° 6' 15" OL  | 43138   | Burgerhuizen                                     |
| Burgerhuis Hellespiegel of Spiegelhuis           | Monument                                    |                       | Zoutleeuw         | Grote Markt 23                    | 50° 50' 3" NB, 5° 6' 15" OL  | 43139   | Burgerhuis Hellespiegel of Spiegelhuis           |
| Woonhuis                                         | stadsgezicht                                |                       | Zoutleeuw         | Grote Markt 25, Achter de Kapel 3 | 50° 50' 2" NB, 5° 6' 13" OL  | 43140   | Woonhuis                                         |
| Burgerhuis                                       | stadsgezicht                                |                       | Zoutleeuw         | Grote Markt 29                    | 50° 50' 1" NB, 5° 6' 11" OL  | 43142   | Burgerhuis                                       |
| Burgerhuis                                       | Monument                                    |                       | Zoutleeuw         | Begijnhofstraat 1                 | 50° 50' 1" NB, 5° 6' 6" OL   | 43143   | Burgerhuis                                       |
| Burgerhuis                                       | Monument                                    |                       | Zoutleeuw         | Begijnhofstraat 3                 | 50° 50' 0" NB, 5° 6' 6" OL   | 43144   | Burgerhuis                                       |
| Burgerhuis                                       | stadsgezicht                                |                       | Zoutleeuw         | Begijnhofstraat 5                 | 50° 49' 60" NB, 5° 6' 6" OL  | 43145   | Burgerhuis                                       |
| Burgerhuis met poortgebouw                       | Monument                                    |                       | Zoutleeuw         | Begijnhofstraat 6                 | 50° 49' 59" NB, 5° 6' 4" OL  | 43146   | Burgerhuis met poortgebouw                       |
| Stadswoning                                      | stadsgezicht                                |                       | Zoutleeuw         | Begijnhofstraat 8                 | 50° 49' 58" NB, 5° 6' 3" OL  | 43147   | Stadswoning                                      |
| Hoekhuis                                         | stadsgezicht                                |                       | Zoutleeuw         | Begijnhofstraat 20                | 50° 49' 55" NB, 5° 6' 3" OL  | 43148   | Hoekhuis                                         |
| Woonhuis van 1635                                | stadsgezicht                                |                       | Zoutleeuw         | Begijnhofstraat 21-22             | 50° 49' 55" NB, 5° 6' 2" OL  | 43149   | Woonhuis van 1635                                |
| Woonhuis                                         | stadsgezicht                                |                       | Zoutleeuw         | Begijnhofstraat 25                | 50° 49' 55" NB, 5° 6' 1" OL  | 43151   | Woonhuis                                         |
| Boerenburgerhuis                                 | Monument                                    |                       | Zoutleeuw         | Bogaerdenstraat 2                 | 50° 50' 3" NB, 5° 6' 15" OL  | 43152   | Boerenburgerhuis                                 |
| Refugium der ridders van Malta                   | Monument                                    |                       | Zoutleeuw         | Ridderstraat 1                    | 50° 49' 57" NB, 5° 6' 12" OL | 43155   | Refugium der ridders van Malta                   |
| Woonhuis                                         | stadsgezicht                                |                       | Zoutleeuw         | Ridderstraat 12                   | 50° 49' 57" NB, 5° 6' 9" OL  | 43156   | Woonhuis                                         |
| Traditioneel woonhuis uit de 17de eeuw           | stadsgezicht                                |                       | Zoutleeuw         | Ridderstraat 16                   | 50° 49' 56" NB, 5° 6' 8" OL  | 43158   | Traditioneel woonhuis uit de 17de eeuw           |
| Rondbooginrijpoort                               | stadsgezicht                                |                       | Zoutleeuw         | Ridderstraat 35                   | 50° 49' 55" NB, 5° 6' 7" OL  | 43161   | Rondbooginrijpoort                               |
| Burgerhuis                                       | Monument                                    |                       | Zoutleeuw         | Schipstraat 3                     | 50° 50' 5" NB, 5° 6' 7" OL   | 43163   | Burgerhuis                                       |
| Boerenhuis                                       | stadsgezicht                                |                       | Zoutleeuw         | Sint-Truidensestraat 6            | 50° 49' 57" NB, 5° 6' 13" OL | 43164   | Boerenhuis                                       |
| Deel lemen schuur                                |                                             |                       | Zoutleeuw         | Retsbaan 1                        | 50° 50' 56" NB, 5° 6' 60" OL | 43167   | Deel lemen schuur                                |
| Bedevaartcomplex Onze-Lieve-Vrouw van de Osseweg | kapel en kluis (monument) schuur (monument) |                       | Zoutleeuw         | Runkelenstraat                    | 50° 50' 55" NB, 5° 8' 12" OL | 43168   | Bedevaartcomplex Onze-Lieve-Vrouw van de Osseweg |
| Parochiekerk Sint-Cyriacus                       |                                             |                       | Budingen          | Pastorijstraat                    | 50° 51' 51" NB, 5° 6' 17" OL | 43169   | Parochiekerk Sint-Cyriacus                       |
| Parochiekerk Sint-Bartholomeus                   | orgel (monument)                            |                       | Halle-Booienhoven | Dorpsstraat                       | 50° 48' 25" NB, 5° 6' 25" OL | 43175   | Parochiekerk Sint-Bartholomeus                   |
| Sint-Laurentiuskapel                             | Monument                                    |                       | Helen-Bos         | Orsmaalstraat                     | 50° 49' 17" NB, 5° 5' 7" OL  | 43183   | Sint-Laurentiuskapel                             |
| Gesloten hoeve                                   | dorpsgezicht                                |                       | Helen-Bos         | Orsmaalstraat 2                   | 50° 49' 17" NB, 5° 5' 4" OL  | 43184   | Gesloten hoeve                                   |
| Onze-Lieve-Vrouwekapel                           | Monument                                    |                       | Helen-Bos         | Bosstraat                         | 50° 50' 40" NB, 5° 5' 7" OL  | 43185   | Onze-Lieve-Vrouwekapel                           |
| Gesloten hoeve Boswinning                        | Monument                                    |                       | Helen-Bos         | Bosstraat 1                       | 50° 50' 30" NB, 5° 4' 55" OL | 43186   | Gesloten hoeve Boswinning                        |
| Parochiekerk Sint-Martinus                       | Monument orgel (monument)                   |                       | Dormaal           | Kerkstraat                        | 50° 48' 35" NB, 5° 6' 8" OL  | 43188   | Parochiekerk Sint-Martinus                       |
| Woonhuis uit de 18de eeuw                        |                                             |                       | Dormaal           | Grote Steenweg 75                 | 50° 48' 29" NB, 5° 6' 16" OL | 43190   | Woonhuis uit de 18de eeuw                        |
| Kasteel de Schrynmakers                          |                                             |                       | Dormaal           | Grote Steenweg 36                 | 50° 48' 22" NB, 5° 5' 35" OL | 43191   | Kasteel de Schrynmakers                          |
| Herenwoning                                      |                                             |                       | Dormaal           | Grote Steenweg 57                 | 50° 48' 27" NB, 5° 5' 58" OL | 43193   | Herenwoning                                      |
| Pastorie Sint-Martinusparochie                   | Monument                                    |                       | Dormaal           | Kerkstraat 19                     | 50° 48' 34" NB, 5° 6' 2" OL  | 43196   | Pastorie Sint-Martinusparochie                   |
| Dorpswoning van leem                             | dorpsgezicht                                |                       | Dormaal           | Kerkstraat 24                     | 50° 48' 29" NB, 5° 5' 59" OL | 43197   | Dorpswoning van leem                             |
| Huisje met lemen muur                            |                                             |                       | Zoutleeuw         | Muggenberg 3                      | 50° 50' 53" NB, 5° 8' 14" OL | 83785   | Huisje met lemen muur                            |
| Parochiekerk Sint-Odulphus                       | orgel (monument)                            | 1840                  | Halle-Booienhoven | Bronstraat 2                      |                              | 200022  | Parochiekerk Sint-Odulphus                       |
| Gesloten hoeve                                   | Monument                                    |                       | Zoutleeuw         | Bogaerdenstraat 4                 | 50° 50' 4" NB, 5° 6' 16" OL  | 200023  | Upload foto                                      |
| Bethaniakapel                                    | Monument                                    |                       | Helen-Bos         | Kruisveldstraat                   | 50° 50' 1" NB, 5° 5' 40" OL  | 200124  | Bethaniakapel                                    |
| Gasthuis van de grauwzusters                     | Monument                                    |                       | Zoutleeuw         | Prins Leopoldplaats 3             |                              | 200156  | Gasthuis van de grauwzusters                     |
| Stal van het Bethaniaklooster                    | Monument                                    |                       | Zoutleeuw         | Stationsstraat +14                |                              | 200159  | Upload foto                                      |
| Kosterswoning                                    | Monument                                    |                       | Dormaal           | Kerkstraat 30                     |                              | 200199  | Kosterswoning                                    |
| Pastorie Sint-Leonardusparochie                  | Monument                                    |                       | Zoutleeuw         | Grote Markt 2                     |                              | 200201  | Pastorie Sint-Leonardusparochie                  |
| Kasteel van Dormaal en watermolen                | kasteel (monument) watermolen (monument)    |                       | Dormaal           | Grote Steenweg 68-72              | 50° 48' 24" NB, 5° 6' 5" OL  | 200273  | Kasteel van Dormaal en watermolen                |
| Poortgebouw van de Scholierenhoeve               | Monument                                    |                       | Zoutleeuw         | Tiensestraat 26                   |                              | 200994  | Upload foto                                      |
| Vakwerkwoning                                    | Monument                                    |                       | Zoutleeuw         | Koepoortstraat 36                 |                              | 205264  | Vakwerkwoning                                    |
| Reclamemuurschildering voor Minerva              |                                             |                       | Zoutleeuw         | Grote Steenweg 44                 |                              | 217081  | Reclamemuurschildering voor Minerva              |
| Muurschilderingen Sint-Leonarduskerk             |                                             |                       | Zoutleeuw         | Grote Markt                       |                              | 301531  | Muurschilderingen Sint-Leonarduskerk             |
| Villa Arnouts met tuin                           | Monument                                    |                       | Zoutleeuw         | Stationsstraat 1                  |                              | 302575  | Villa Arnouts met tuin                           |
| Pastorie Sint-Odulphusparochie                   | Monument                                    | 1778                  | Halle-Booienhoven | Bronstraat 2                      |                              | 302898  | Pastorie Sint-Odulphusparochie                   |

### Bouwkundige gehelen
| Object              | Erfgoedstatus? | Bouwjaar of architect | Deelgemeente | Adres | Coördinaten | Nummer? | Afbeelding          |
| ------------------- | -------------- | --------------------- | ------------ | --- | ----------- | ------- | ------------------- |
| Stadskern Zoutleeuw | Stadsgezicht   |                       | Zoutleeuw    | 3 Sluizenweg, Achter de Kapel, Beekstraat, Begijnhofstraat, Bethaniastraat, Bogaerdenstraat, Dr. R. Lowetstraat, Groenplaats, Grote Markt, Hekstraat, Kanonstraat, Kapelstraat, Kloosterstraat, Koepoortstraat, Pottekaasstraat, Predikherenstraat, Prins Leopoldplaats, Prof. E. Vlieberghstraat, Prof. R. Verdeyenstraat, Ridderstraat, Rijkswachtstraat, Schipstraat, Sint-Truidensesteenweg, Sint-Truidensestraat, Stationsstraat, Tiensestraat, Varkensmarkt, Vincent Betsstraat, Vleesstraat |             | 302465  | Stadskern Zoutleeuw |

## Archeologisch erfgoed
| Object                              | Erfgoedstatus?                   | Bouwjaar of architect | Deelgemeente | Adres | Coördinaten | Nummer? | Afbeelding                          |
| ----------------------------------- | -------------------------------- | --------------------- | ------------ | ----- | ----------- | ------- | ----------------------------------- |
| Historische stadskern van Zoutleeuw |                                  |                       | Zoutleeuw    |       |             | 140044  | Historische stadskern van Zoutleeuw |
| Spaanse citadel van Zoutleeuw       | archeologische zone stadsgezicht |                       | Zoutleeuw    |       |             | 302105  | Spaanse citadel van Zoutleeuw       |